# Cymbidium madidum
Cymbidium madidum är en orkidéart som beskrevs av John Lindley. Cymbidium madidum ingår i släktet Cymbidium, och familjen orkidéer. Inga underarter finns listade i Catalogue of Life.

## Bildgalleri

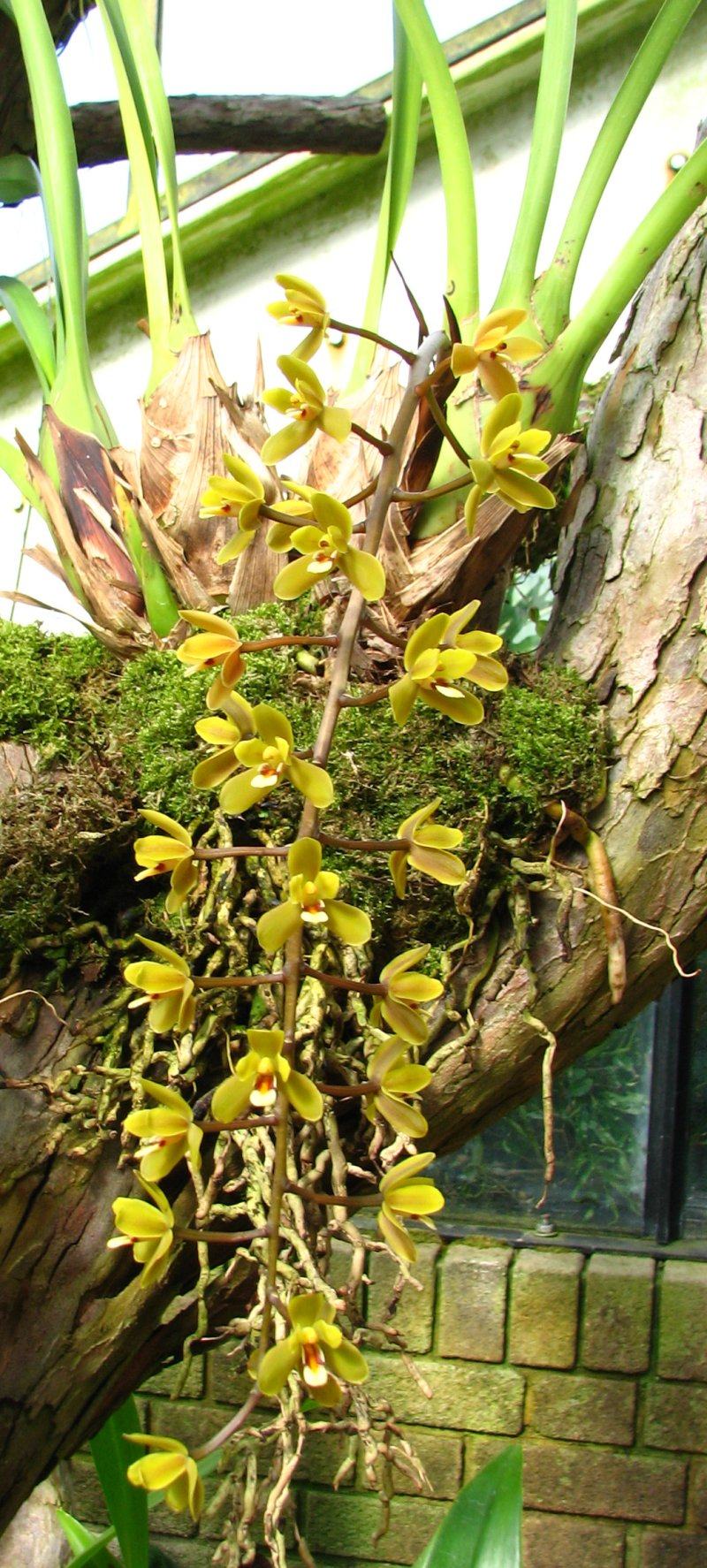
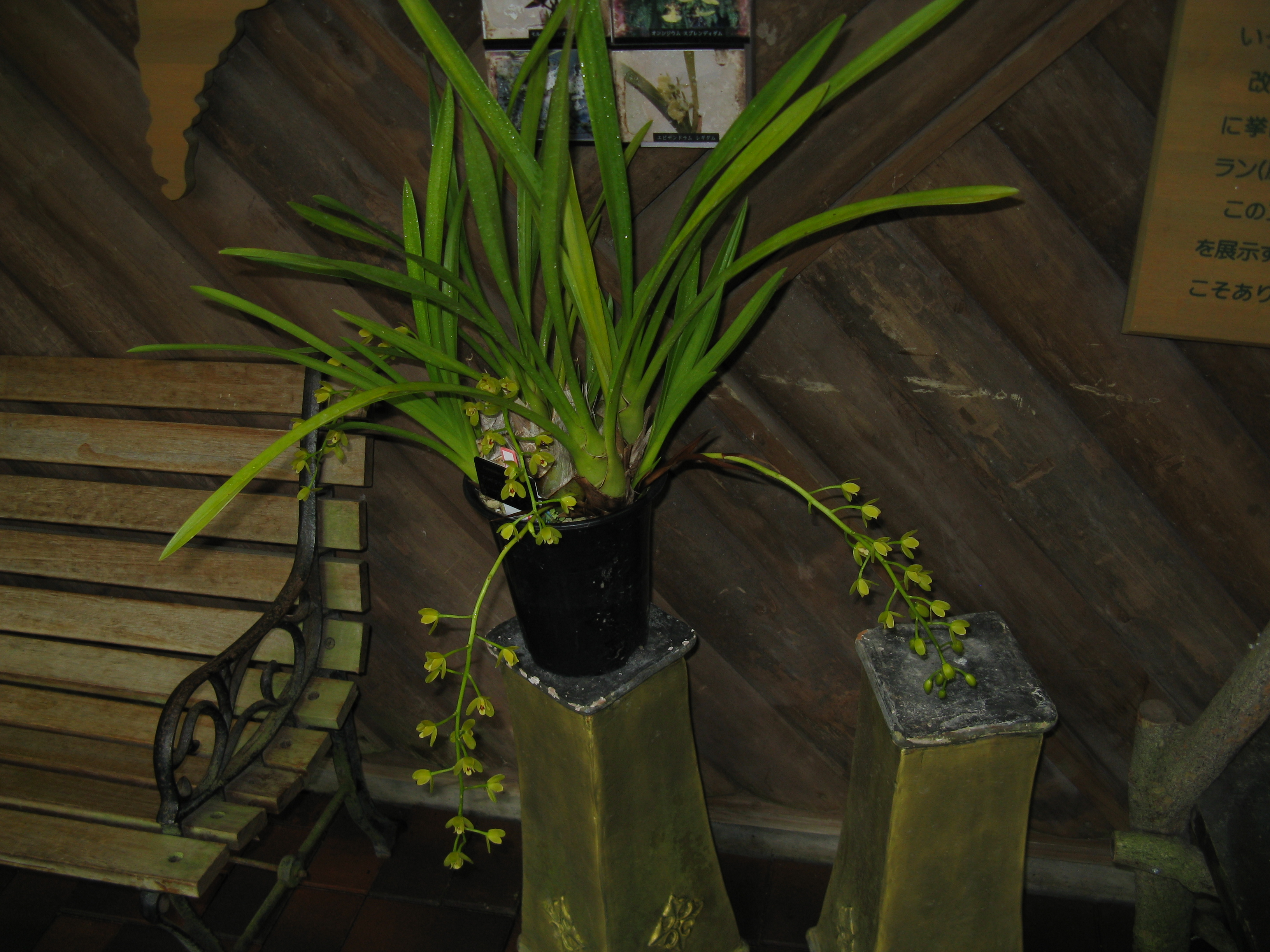
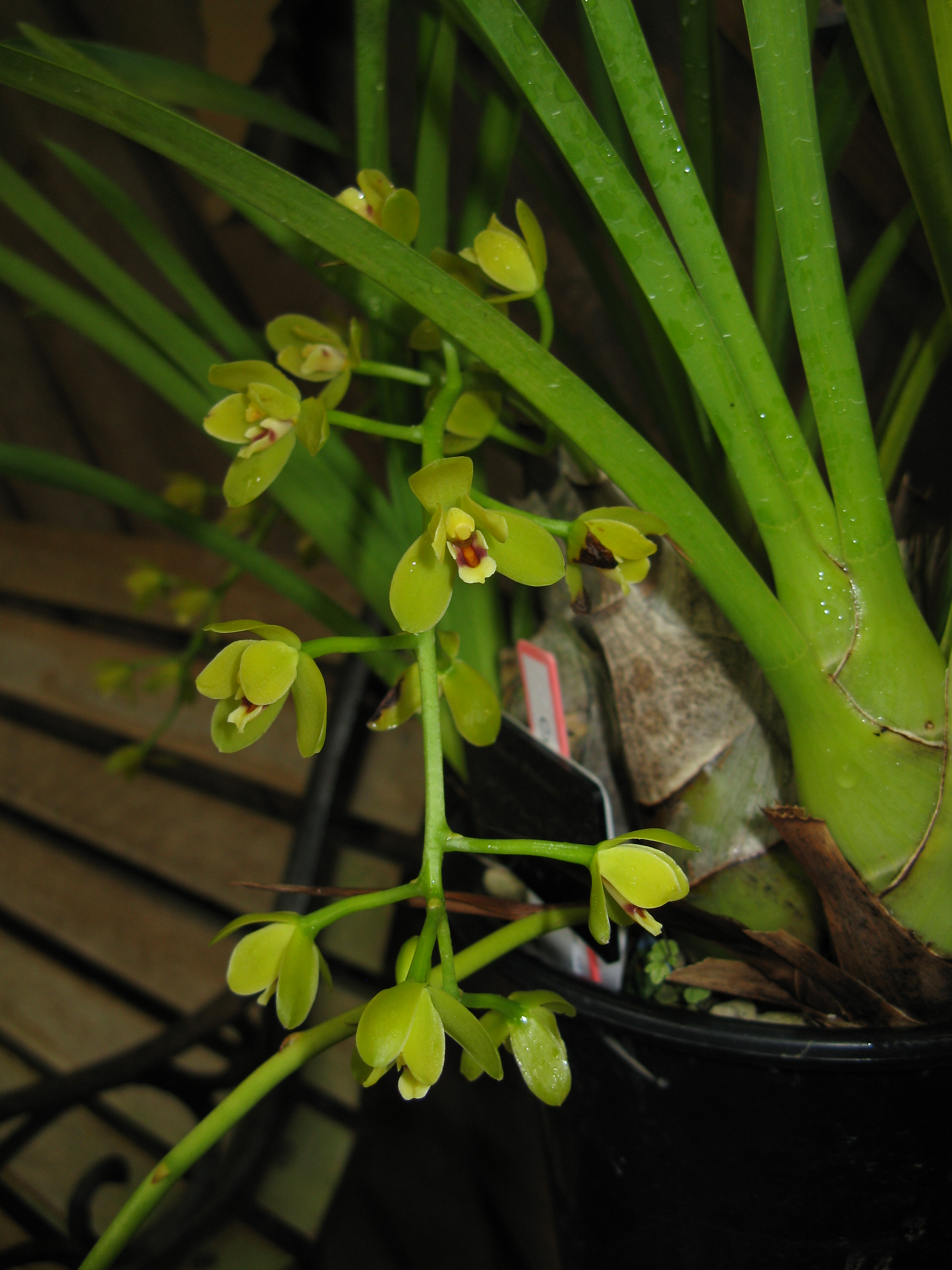
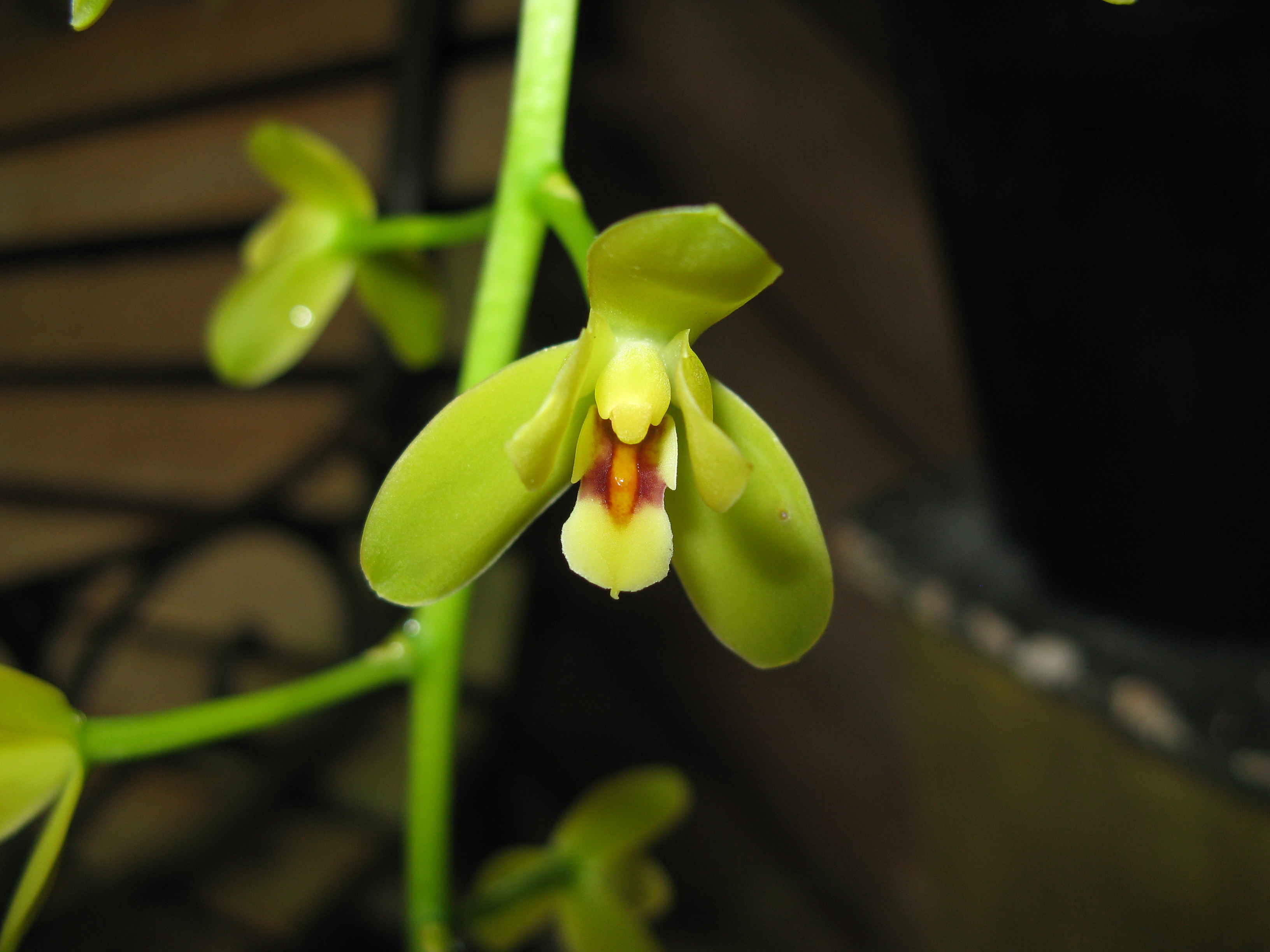
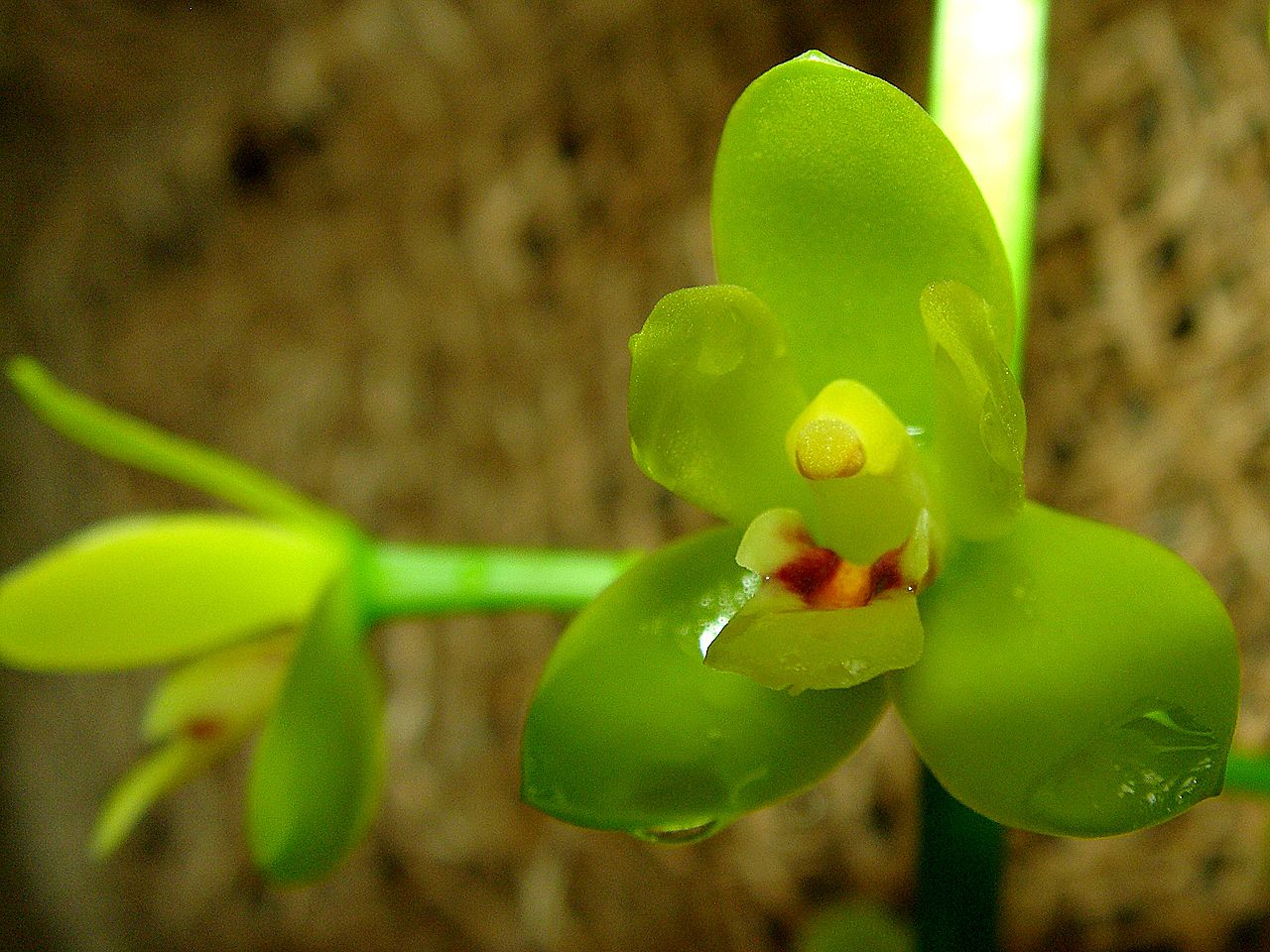
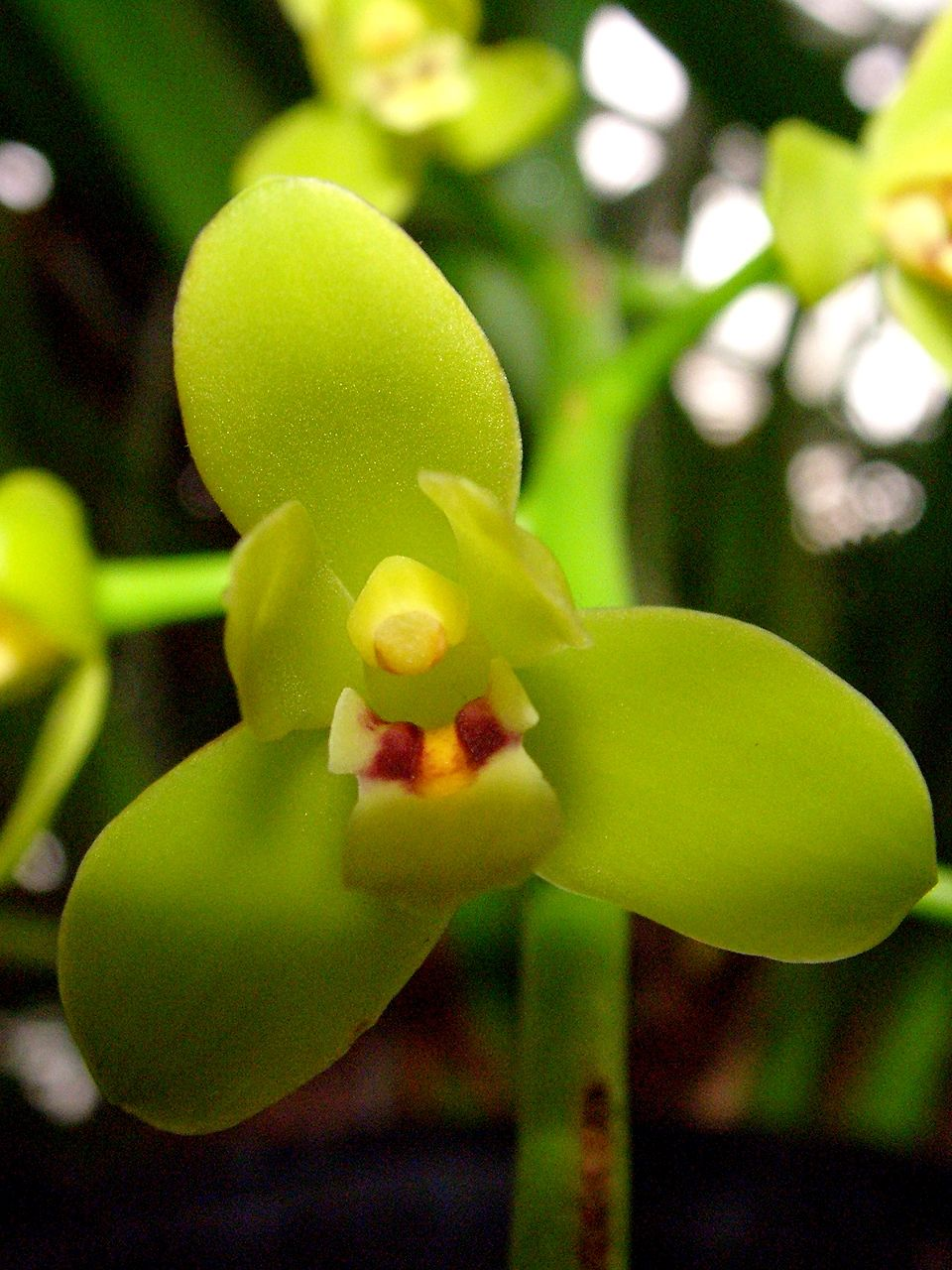